# Algebraische Menge
In der Mathematik, genauer in der Algebraischen Geometrie, ist eine algebraische Menge ein Gebilde in der Ebene, im Raum, oder allgemeiner im {\displaystyle n}-dimensionalen Raum, die durch eine oder mehrere Polynomgleichungen gegeben ist. Das heißt, eine algebraische Menge ist die Lösungsmenge eines Systems von Polynomgleichungen.
Im dreidimensionalen Raum zum Beispiel ist der Kreis in der Ebene {\displaystyle z=1} mit Mittelpunkt {\displaystyle (0,0,1)} und Radius 2 eine algebraische Menge, denn es handelt sich um die Lösungsmenge der beiden Gleichungen {\displaystyle x^{2}+y^{2}=4} und {\displaystyle z=1}.
In älteren Quellen und auch in einigen modernen Einführungen werden algebraische Mengen auch Varietäten genannt. Nach dem modernen Gebrauch aber gelten nur die irreduziblen algebraischen Mengen als Varietäten.

## Definition
Sei {\displaystyle k} ein Körper, und seien {\displaystyle f_{1},f_{2},\ldots ,f_{s}} Elemente des Polynomrings {\displaystyle k[X_{1},X_{2},\ldots ,X_{n}]} in {\displaystyle n} Unbestimmten. Die Verschwindungsmenge {\displaystyle V(f_{1},f_{2},\ldots ,f_{s})} dieser Polynome ist dann die Teilmenge von {\displaystyle k^{n}} gegeben durch
{\displaystyle V(f_{1},f_{2},\ldots ,f_{s})=\{P\in k^{n}\mid f_{1}(P)=f_{2}(P)=\cdots =f_{s}(P)=0\}\,.}
Eine Teilmenge {\displaystyle V\subseteq k^{n}} heißt affine algebraische Menge, wenn es Polynome {\displaystyle f_{1},f_{2},\ldots ,f_{s}} gibt derart, dass {\displaystyle V=V(f_{1},f_{2},\ldots ,f_{s})} gilt.
Zum Beispiel ist die Parabel {\displaystyle y=x^{2}} die algebraische Menge {\displaystyle V(Y-X^{2})\subseteq \mathbb {R} ^{2}}.
Ist allgemeiner {\displaystyle T} eine Menge von Polynomen aus {\displaystyle k[X_{1},X_{2},\ldots ,X_{n}]}, so setzt man {\displaystyle V(T)=\{P\in k^{n}\mid \forall \,f\in T:f(P)=0\}}. Nun sei {\displaystyle I\trianglelefteq k[X_{1},X_{2},\ldots ,X_{n}]} das durch {\displaystyle T} erzeugte Ideal. Man zeigt dann, dass {\displaystyle V(T)=V(I)} gilt. Nach dem Hilbertschen Basissatz ist wiederum das Ideal {\displaystyle I} durch endlich viele Polynome {\displaystyle g_{1},g_{2},\ldots ,g_{t}\in k[X_{1},X_{2},\ldots ,X_{n}]} erzeugt. Somit gilt {\displaystyle V(T)=V(I)=V(g_{1},g_{2},\ldots ,g_{t})}. Das heißt, jede algebraische Menge lässt sich durch endlich viele Polynome beschreiben.

## Irreduzibilität
Eine algebraische Menge heißt irreduzibel, wenn sie sich nicht in einfachere Teile zerlegen lässt. Genauer ist eine algebraische Menge {\displaystyle V} irreduzibel, wenn {\displaystyle V} nicht leer ist und für jedes Paar algebraischer Mengen
{\displaystyle U,W\subset V}
mit
{\displaystyle U\cup W=V}
gilt, dass {\displaystyle U=V} oder {\displaystyle W=V} ist.
Mit anderen Worten: {\displaystyle V} ist eine irreduzible algebraische Menge, wenn {\displaystyle V} irreduzibel bezüglich der Zariski-Topologie ist.
Zum Beispiel ist {\displaystyle V(XY)\subseteq \mathbb {R} ^{2}} die Vereinigung der {\displaystyle x}-Achse {\displaystyle V(Y)} und der {\displaystyle y}-Achse {\displaystyle V(X)}. Somit ist {\displaystyle XY} reduzibel.

## Verschwindeideal
Ist {\displaystyle V\subset k^{n}} eine algebraische Menge, so ist ihr Verschwindeideal definiert als
{\displaystyle I(V):=\{f(X_{1},\ldots ,X_{n})\in k\left[X_{1},\ldots ,X_{n}\right]\mid \forall (\alpha _{1},\ldots ,\alpha _{n})\in V:f(\alpha _{1},\ldots ,\alpha _{n})=0\}}.
{\displaystyle I(V)} ist ein Radikal-Ideal, es gilt also {\displaystyle {\sqrt {I(V)}}=I(V)}.

## Primideale
Nehmen wir jetzt an, dass der Körper {\displaystyle k} algebraisch abgeschlossen ist.
Es stellt sich dann heraus, dass eine algebraische Menge genau dann irreduzibel ist, wenn ihr Verschwindeideal ein Primideal des Polynomrings ist.
Ferner ist die Abbildung der Radikalideale auf Varietäten, gegeben durch {\displaystyle J\to V(J)} bijektiv. Die Umkehrabbildung ist gegeben durch {\displaystyle V\to I(V)}. Die Abbildungen tauschen Mengeninklusionen um; maximale Ideale entsprechen genau den Punkten des {\displaystyle k^{n}}. Dies ist eine Konsequenz aus dem Hilbertschen Nullstellensatz.
Im Falle eines von einem Polynom {\displaystyle P\in K\left[x_{1},\ldots ,x_{n}\right]} erzeugten Hauptideals {\displaystyle I(X)=(P)} ist {\displaystyle (P)} genau dann ein Primideal, wenn {\displaystyle P} ein irreduzibles Polynom ist, sich also nicht als Produkt nichtkonstanter Faktoren zerlegen lässt.

## Zerlegung einer Varietät in irreduzible Komponenten
Jede algebraische Menge kann auf eindeutige Weise als endliche Vereinigung irreduzibler Untervarietäten {\displaystyle X_{i}} mit {\displaystyle X_{i}\not \subset X_{j}} für {\displaystyle i\not =j} dargestellt werden.

## Beispiele
- Wenn {\displaystyle \pi \colon X\to Y} eine reguläre Abbildung zwischen projektiven algebraischen Mengen ist, und wenn {\displaystyle Y} irreduzibel und alle Urbilder {\displaystyle \pi ^{-1}(p)} irreduzibel von derselben Dimension sind, dann ist {\displaystyle X} irreduzibel.[7]
- Wenn {\displaystyle X\subset P^{n}} eine Varietät und {\displaystyle \Omega _{X}\subset P^{n*}\times X} ihr universeller Hyperebenenschnitt ist, dann ist {\displaystyle \Omega _{X}} irreduzibel.[8]